# Kim Byeol-ah
Kim Byeol-ah es una escritora coreana.

## Biografía
Kim Byeol-ah nació en 1969 en la ciudad costera de Gangneung en la provincia de Gangwon, Corea del Sur. Empezó su carrera como escritora en 1993. Diez años después, emergió como una de las principales figuras literarias del país.

## Obra
Las novelas de Kim Byeol-ah durante su primera década fueron Pornografía de mi corazón (Nae maeum eui p’oreunogeurap’i) sobre la sexualidad femenina, Experiencia personal (Gaeinjeok cheheom) sobre la vida de los estudiantes universitarios a principios de los 90, en los últimos años del movimiento de democratización, y Guerra de fútbol (Chukgu jeonjaeng,) publicado justo antes de la Copa del mundo del año 2002. Son obras que se caracterizan por no tener una visión autoral unitiva.
Su obra llamó una mayor atención en 2005 con la publicación de la novela Mishil. Antes había escrito una libro para adolescentes en 2003 titulado El cuento de Janghwa y Hongnyeon (Janghwa Hongnyeon jeon), que es la recreación de un antiguo relato coreano sobre dos hermanas. Desde entonces se vale de mujeres de la historia clásica para escribir sus obras. Mishil es la obra cumbre en sus intentos de traer a mujeres históricas a la vida en la novela contemporánea. Mishil es una mujer de Silla, un reino que existió hace más de mil años en la península de Corea. Es una "femme fatal" que gana poder político a través de sus relaciones amorosas con reyes y héroes. La obra recibió el Premio Segye Munhak de mil millones de wones, la suma más grande que ha recibido un autor por una obra.
Después del éxito de Mishil, publicó Adiós por siempre, adiós (Yeongyeong ibyeol yeong ibyeol) sobre lo que le ocurrió a la princesa Jeongsun, esposa del rey Danjong, que ascendió al trono a los 12 años, pero murió trágicamente al poco tiempo en manos de su tío que le arrebató la corona. Más recientemente ha publicado Nongae, sobre una cortesana de 19 años que se mató arrojándose de un precipicio abrazada a un general nipón durante la invasión japonesa de 1592.
Desde Mishil ha llevado a cabo investigaciones de la historia para descubrir las vidas de las mujeres. A través de descripciones psicológicas de individuos que sufren los avatares del destino en trágicas condiciones sociales, Kim Byeol-ah construye un mundo literario consistente y muy propio.

## Premios
- Premio Segye Munhak

## Obras en coreano (lista parcial)
Cuentos
- "La falta de sueños" (Ggum eui bujok) (2002)

Novelas
- Pornografía de mi corazón (Nae maeum eui p’oreunogeurap’i) (1995)
- Mishil (Mishil) (2005), Farewell Forever and Ever
- Adiós por siempre, adiós (Yeongyeong ibyeol yeong ibyeol) (2005)
- Nongae (Nongae) (2007).